# Далеки хоризонти
Група Далеки хоризонти је основана 1964. године у Крагујевцу.

## Историјат

### Почетак
У лето 1964. године у једној дворишној шупи недалеко од Висећег моста у Сарајлијиној улици почињу да се окупљају и вежбају неколицина младића који ће са првим јесењим данима основати, поред већ постојећих Сенки, другу значајну крагујевачку групу Далеки хоризонти.
Први званични наступ Далеки хоризонти имају у јесен 1964. године у крагујевачкој Педагошкој школи.
Прва стабилну поставу бенда су чинили: Родољуб Роћко Зечевић - вокал, Зоран Б. Петровић - соло гитара и вокал, Братислав Браца Димитријевић - ритам гитара, Предраг Гаги Николић - бас гитара и Живослав Жика Томић - бубњеви.

### Прва београдска гитаријада
Са доласком Родољуба Роћка Зечевића у групу као вокалног солисте Далеки хоризонти се комплетирају, и у тој постави наступају на Првој београдској гитаријади која је одржана јануара 1966. године у Хали 3 Београдског сајма.

### Персоналне промене
Септембра 1966. године групу напуштају певач Родољуб Зечевић и гитариста Зоран Петровић док нови члан постаје Слободан Коминац. Он у саставу преузима улогу певача и ритам гитаристе.
Први наступ у новој постави Хоризонти имају у Сали биоскопа Застава као предгрупа београдској групи The Best of nothing.
Касније, током своје каријере, наступали су: у Ватрогасном дому, Медицинској школи, на Машинском факултету, у Дому културе...

### Прва крагујевачка Гитаријада
1967. године је одржана прва крагујевачка Гитаријада у дворани биоскопа Застава на којој наступају локалне групе: Далеки Хоризонти, Сенке, Водено Камење и Аласи. 
На Гитаријади су ван конкуренције наступили и Пламених пет, београдски рокенрол састав.

### Друга Гитаријада на Београдском сајму
На Другој гитаријади одржаној хиљаду деветсто шездесет и седме године на Београдском сајму пред десет хиљада гледалаца, по гласовима публике Далеки хоризонти освајају осмо место док је званични жири прогласио Слободана Коминца и Радана Валчића из Црних бисера за најбоље певаче Гитаријаде.

### Престанак рада групе
У јесен 1967. године из Сенки долази Војкан Јанковић и заузима место бубњара.
Жика Томић напушта групу све до пролећа 1968. године када се након куповине оргуља "Вокс јагуар", враћа у бенд као клавијатуриста. 
Група тада већ наступа под скраћеним именом "Хоризонти".
У овом саставу Хоризонти наступају до краја 1968. године када коначно престају са радом. 
Слободан Коминац ће формирати групу "Џентри" из које ће касније настати Смак док ће клавијатуриста Жика Томић прећи у другу крагујевачку групу, у Сенке.

## Чланови групе
- Жика Томић  бубњар и клавијатуриста (1964-1968)
- Родољуб Роћко Зечевић, певач (1964-1966)
- Драган Гаги Николић, басиста (1964-1968)
- Слободан Коминац,  певач  и гитариста (1966-1968)
- Братислав Браца Димитријевић, гитариста (1964-1968)
- Војислав Јанковић, бубњар (1967-1968)

## Дискографија
Као и већина група из тог времена, ни Далеки хоризонти нису иза себе оставиле дискографски материјал.
Сачувани су једино радио-снимци рађени за Радио Прибој на Лиму.